# Bjurtjärnen (Östervallskogs socken, Värmland, 662135-128317)
Bjurtjärnen är en sjö i Årjängs kommun i Värmland och ingår i Göta älvs huvudavrinningsområde.